# Boeing ScanEagle
Le ScanEagle est un drone de reconnaissance militaire et civil, construit par les sociétés Boeing et Insitu.

## Conception

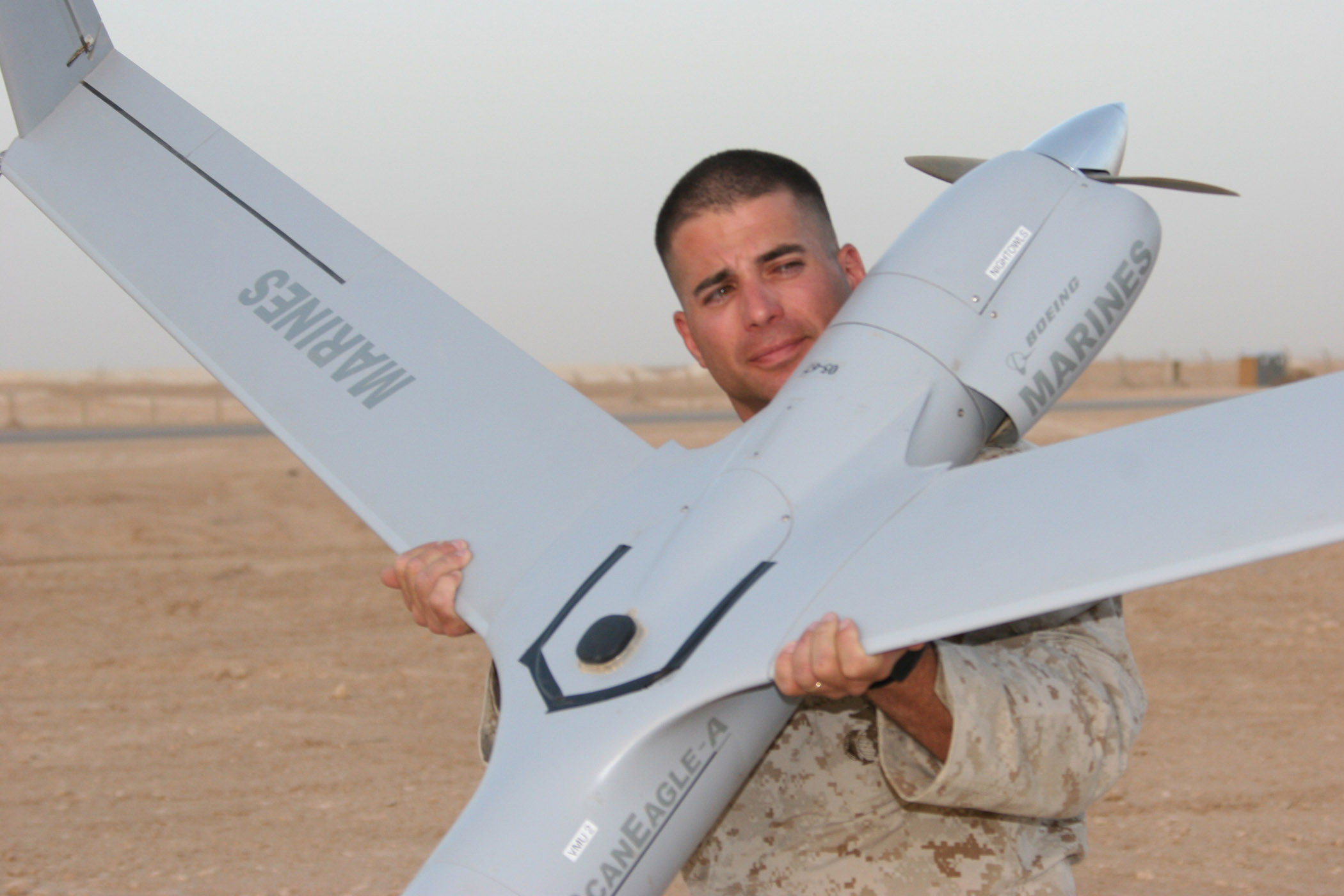
Un Marine U.S. porte un ScanEagle pendant la guerre en Irak.

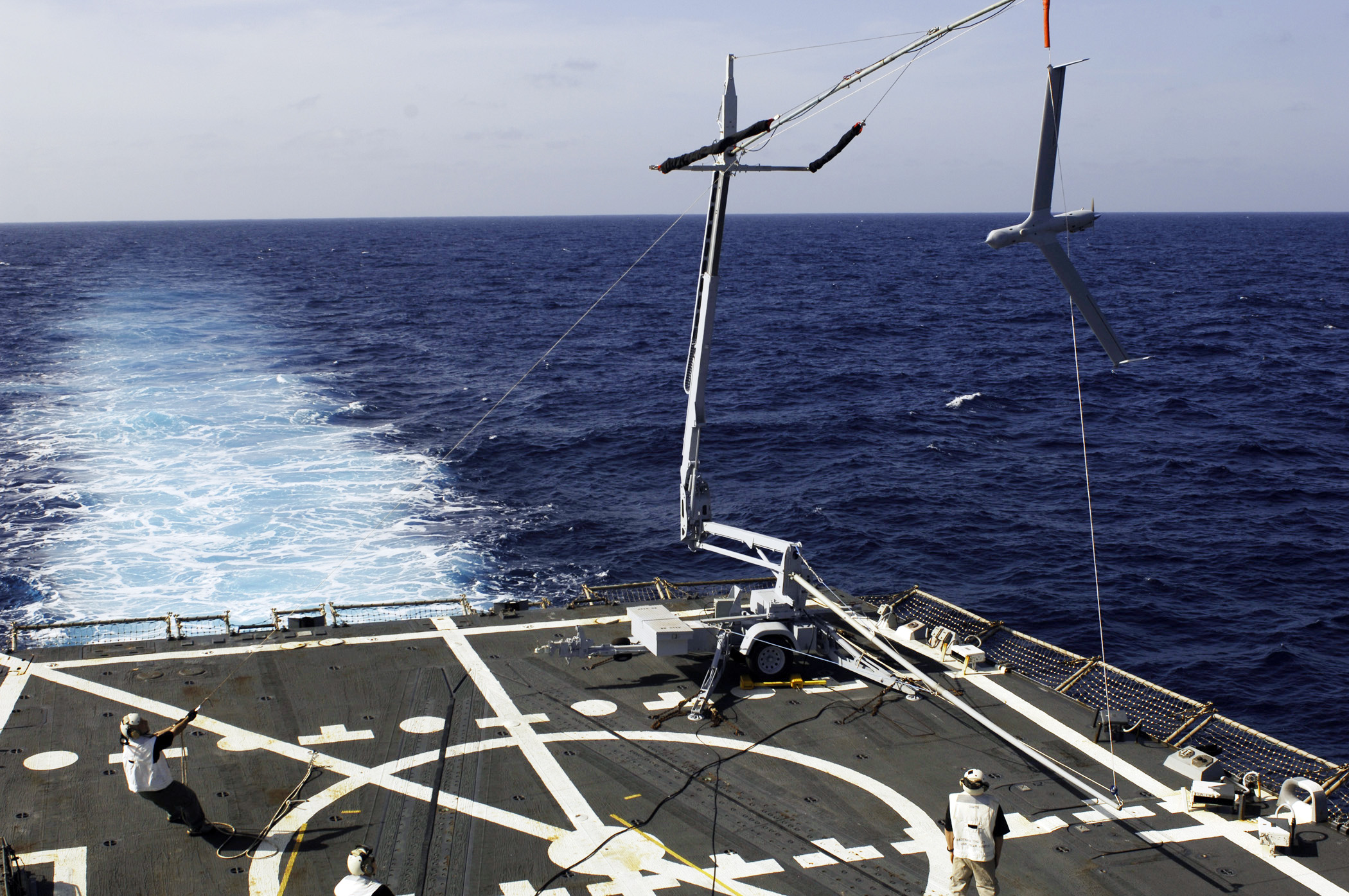
Récupération d'un ScanEagle sur le destroyer USS Oscar Austin

Il dérive du drone civil SeaScan conçu par le constructeur Insitu et utilisé pour la collecte de données météorologiques et pour aider les pêcheurs à repérer les bancs de thon.
Il a été conçu comme drone portable et économique de surveillance du champ de bataille ; il est déployé en Irak depuis août 2004.
Le ScanEagle peut être équipé de plusieurs types de capteurs optiques dans les bandes du visible et de l'infrarouge, montés sur le véhicule aérien à stabilisation inertielle.
Il peut effectuer des missions de 20 heures et possède un rayon d'action de plus de 100 km et une vitesse de 120 km/h. Le record d'autonomie est un vol de 22 h et 8 min réalisé sur le terrain d'essai de Boeing à Boardman (Oregon).
La mise en œuvre du ScanEagle ne requiert pas de terrain d'aviation. Il est lancé par une catapulte pneumatique appelé "SuperWedge", un brevet de Insitu. Il est récupéré avec un système "SkyHook" composé d'un crochet en extrémité d'aile qui saisit un cordage pendant d'une vergue portée par un mât d'une hauteur de 10 à 15 m. Cette récupération est rendue possible par un dispositif de navigation par satellites GPS couplé entre l'appareil et la  mâture de récupération. Le cordage présente une certaine élasticité afin d'amortir le choc d'accrochage.

## Utilisation
Le ScanEagle est entré en service en 2005 dans l'US Navy.
Il est aussi utilisé, entre autres, par les armées australienne, afghane, canadienne, colombienne, espagnole, irakienne, néerlandaise et, depuis 2018, philippines.
En mars 2008, Boeing a réalisé des essais en vol d'un ScanEagle équipé d'un radar miniature Nano-SAR. C'est le plus petit radar à synthèse d'ouverture. Il pèse 3,2 kg et présente les dimensions d'une boite à chaussures. Il permet des observations sur le champ de bataille même lors de mauvaises conditions météo.

## Capture par l'Iran et réplication
L'Iran a annoncé à plusieurs reprises avoir capturé des ScanEagle,,,, bien que le gouvernement américain ait affirmé n'en avoir perdu aucun,,. En décembre 2012, l'Iran a annoncé la mise en service du drone et sa mise en production à grande échelle. Le gouvernement iranien a diffusé des photos montrant des lignes de production de ce qui semble être une réplique du ScanEagle,,,, baptisée Qods Yasir (en).